# Saint-Alban (Ain)
Saint-Alban ist eine französische Gemeinde mit 195 Einwohnern (Stand 1. Januar 2022) im Département Ain in der Region Auvergne-Rhône-Alpes. Sie gehört zum Kanton Pont-d’Ain im Arrondissement Nantua.

## Geographie
Saint-Alban liegt auf 520 m, etwa 21 Kilometer östlich der Präfektur Bourg-en-Bresse (Luftlinie) im südlichen französischen Jura-Gebirge. Die Fläche des 8,08 km² großen Gemeindegebiets umfasst einen Teil der Montagne de Berthiand, ein Höhenzug (Antiklinale) im Bugey mit einer gewellten Hochfläche zwischen dem Ain-Tal und dem Tal des Oignin. Auf dem Gemeindeboden ragen nur einige sanfte Hügel etwa 50 m über die Hochfläche empor, dagegen wird der östliche und südliche Rand der Gemeinde durch eine Geländekante definiert, hinter der die etwa 300 m tiefe Schlucht von Cerdon beginnt. Bedingt durch den porösen kalkhaltigen Untergrund versickert das Niederschlagswasser schnell und es gibt keine oberirdischen Fließgewässer in Saint-Alban.
Die Gemeinde setzt sich aus mehreren Weilern zusammen, von denen jedoch keiner den Namen „Saint-Alban“ trägt:
- Boches (490 m) nahe der südlichen Geländekante oberhalb von Cerdon
- Chamagnat (530 m) ist Hauptort der Gemeinde
- Coiron (560 m)
- Le Mortaray (470 m)

Namensgebend war stattdessen eine Pilgerkapelle, die auf einer in die Schlucht von Cerdon hineinragenden Felsnase stand (Rocher de St. Alban). Nachbargemeinden von Saint-Alban sind Challes-la-Montagne im Norden, Labalme im Osten, Cerdon im Süden sowie Poncin im Westen.

## Geschichte
Bei Ausgrabungen in den nahegelegenen Höhlen von Cerdon traten 1914 Werkzeuge und Knochen aus der Jungsteinzeit (Jungpaläolithikum) zu Tage. Aufgrund der Funde von Keramikfragmenten, Feuerstellen und Werkzeugen auch auf dem Gemeindeboden geht man davon aus, dass  in Saint-Alban seit der jüngeren vorrömischen Eisenzeit Siedlungen bestanden. Aus dem Jahre 1144 stammt eine erste urkundliche Erwähnung als Sanctus Albanus. Die Ortschaften Boches und Le Mortarey bildeten im 14. Jahrhundert jeweils eine eigene Herrschaft, die den Herren von Thoire-Villars unterstand. Von den dazu errichteten festen Häusern sind heute nur noch Grundmauern erhalten. Gegen Ende des 14. Jahrhunderts kam die Gemeinde unter die Oberhoheit der Grafen von Savoyen, und mit dem Vertrag von Lyon gelangte sie 1601 an Frankreich.

## Bevölkerungsentwicklung
| Jahr                       | 1962 | 1968 | 1975 | 1982 | 1990 | 1999 | 2010 | 2021 |
| -------------------------- | ---- | ---- | ---- | ---- | ---- | ---- | ---- | ---- |
| Einwohner                  | 144  | 138  | 114  | 119  | 122  | 133  | 163  | 192  |
| Quellen: Cassini und INSEE |      |      |      |      |      |      |      |      |

Mit 195 Einwohnern (Stand 1. Januar 2022) gehört Saint-Alban zu den kleinen Gemeinden des Départements Ain. Nachdem die Einwohnerzahl in der ersten Hälfte des 20. Jahrhunderts etwas abgenommen hatte (1901 wurden noch 315 Personen gezählt), steigt sie seit der Jahrtausendwende wieder leicht an.

## Sehenswürdigkeiten
Auf der Felsnase Rocher de St. Alban ragen noch die gemauerten Außenwände einer romanischen Kirche aus dem 12. Jahrhundert empor und geben dem Aussichtspunkt über die Schlucht von Cerdon einen besonderen Charakter. Die Schlucht ist einer der kleineren Reculées im Jura. In den Steilhängen am oberen Ende dieser Schlucht gibt es mehrere Höhlen, die Grottes du Cerdon, die im Sommerhalbjahr besichtigt werden können. Die Dorfkirche in Chamagnat ist aus dem 19. Jahrhundert.

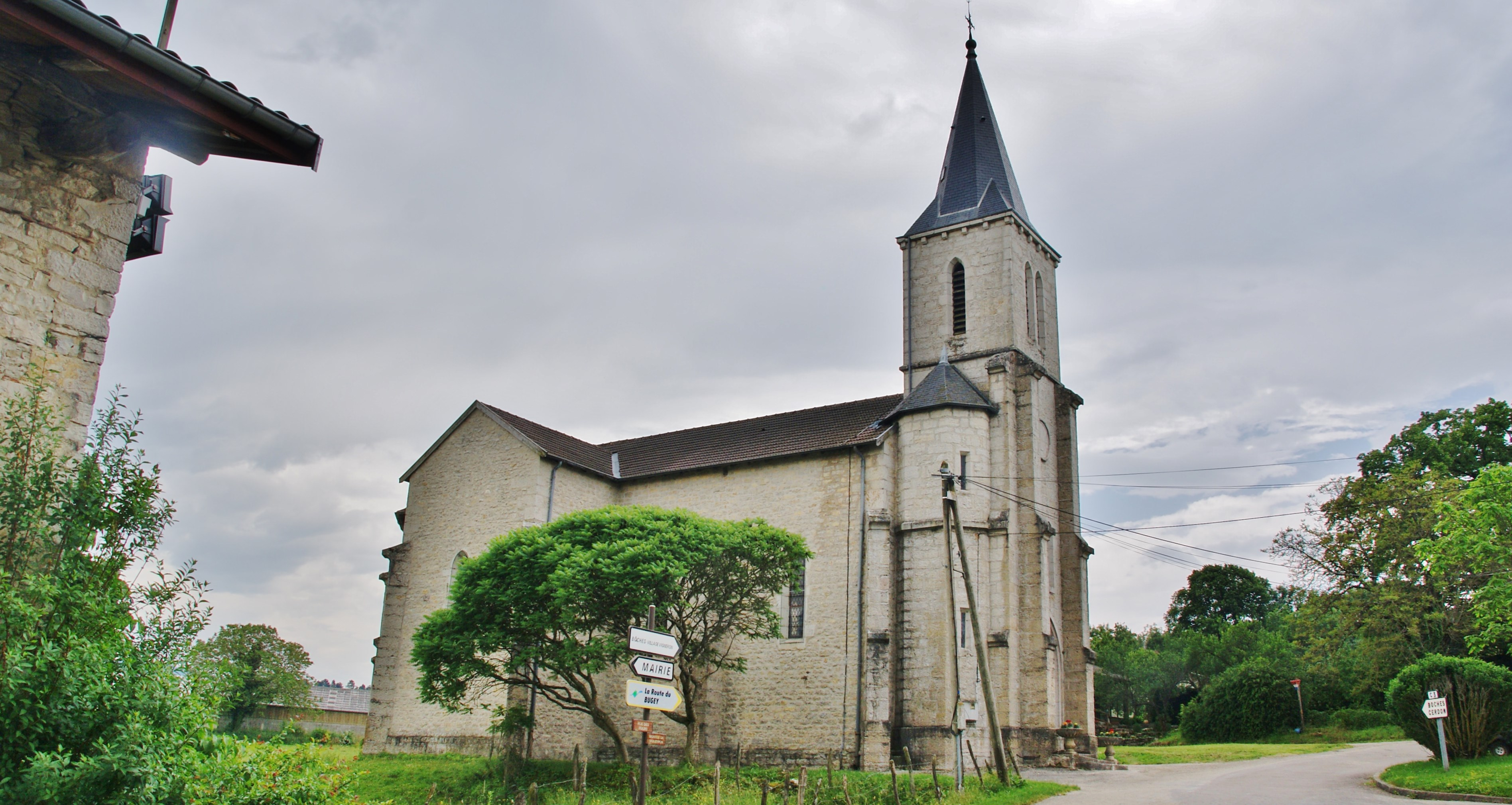
Kirche Saint-Alban im Ortsteil Chamagnat
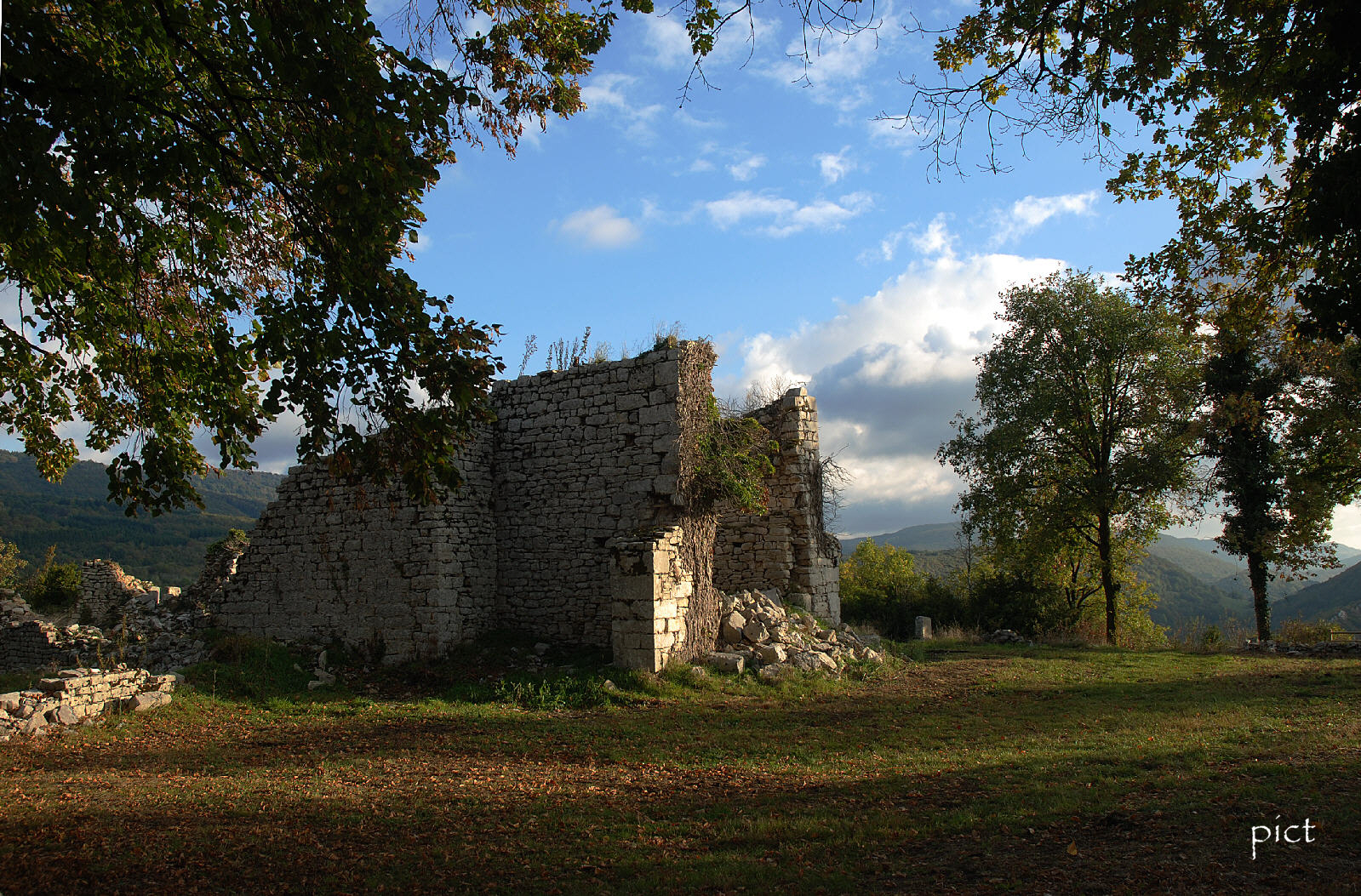
Ruinen der Kapelle St. Alban oberhalb der Schlucht von Cerdon
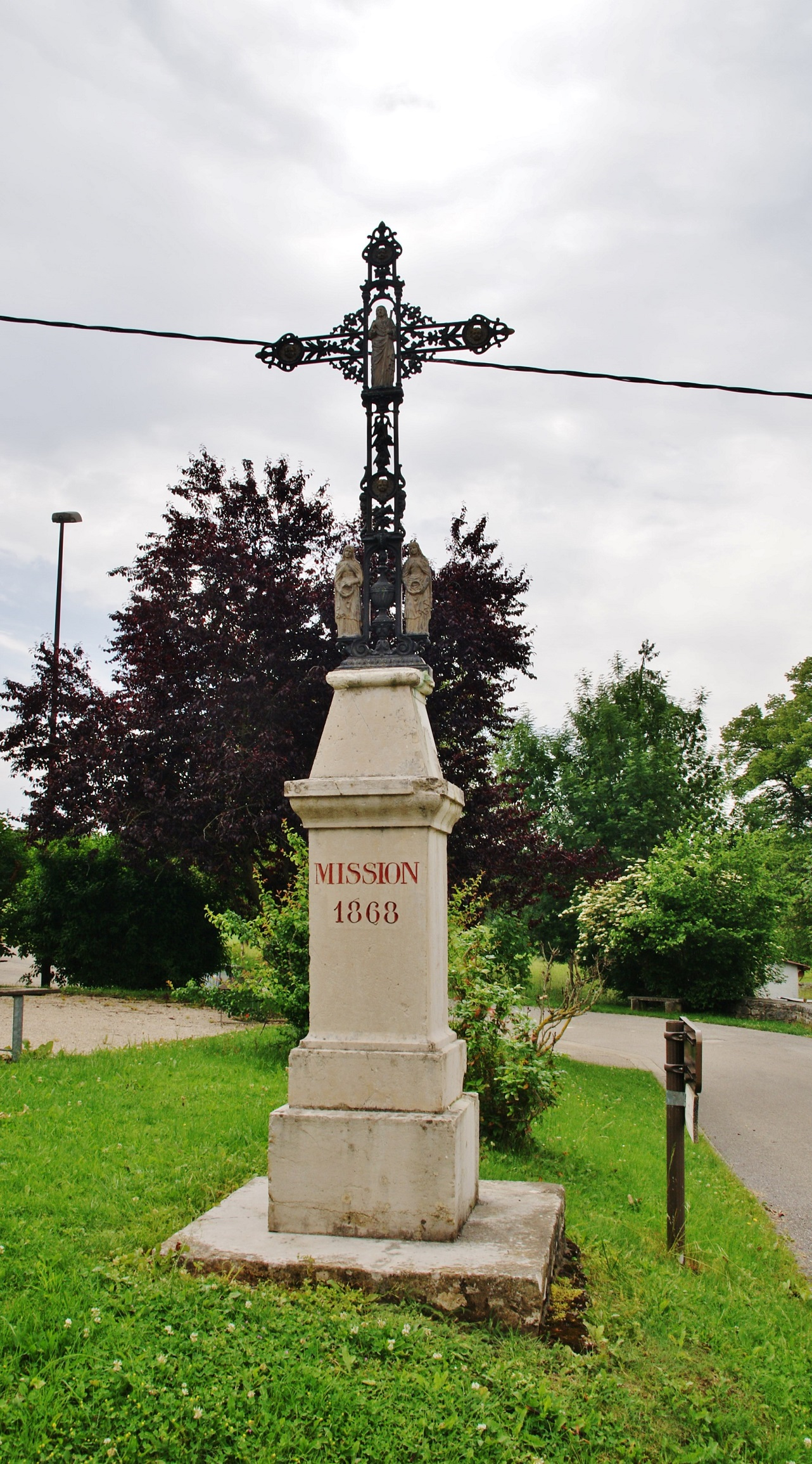
Missionskreuz aus dem Jahr 1868
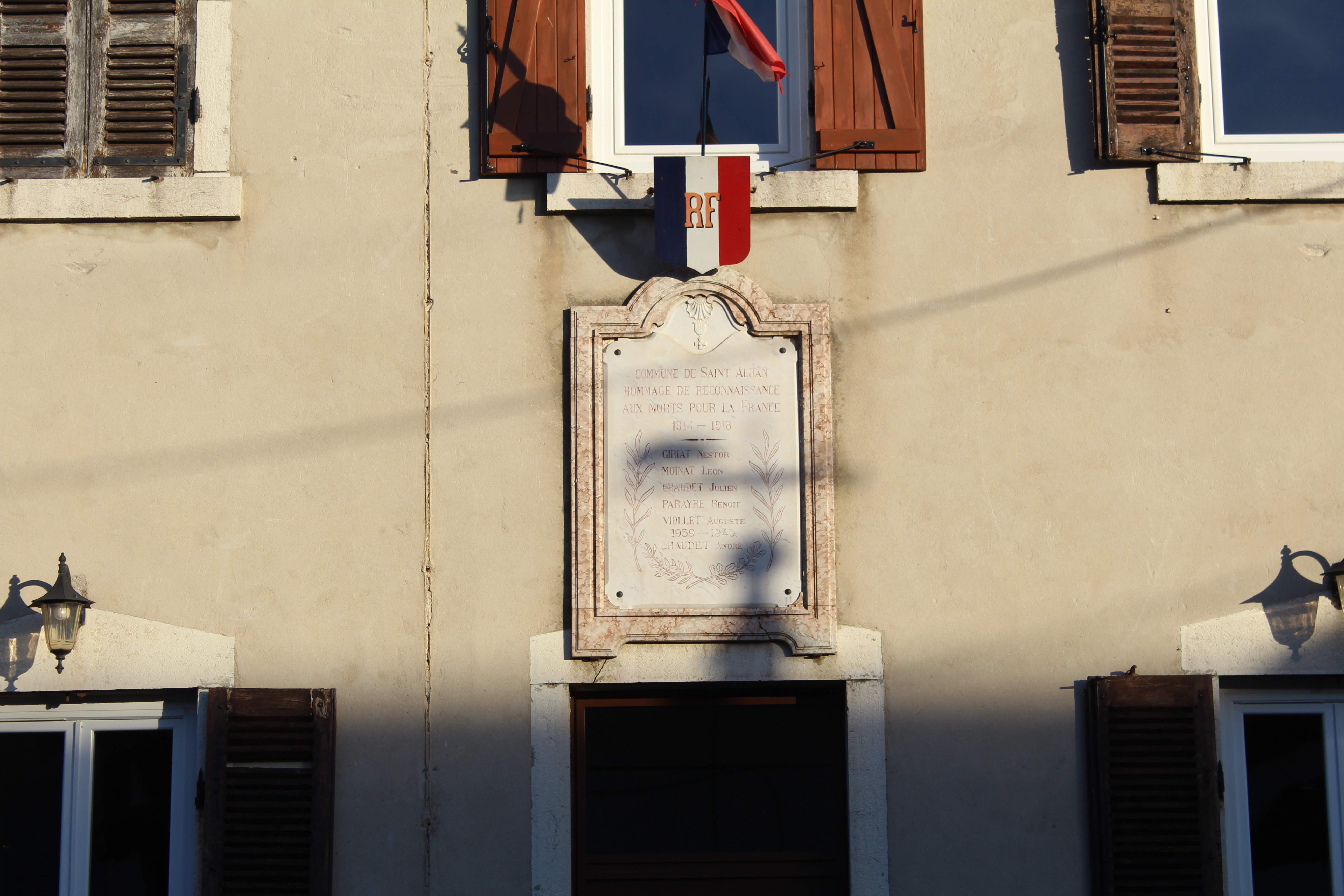
Gefallenendenkmal

## Wirtschaft und Infrastruktur
Saint-Alban war bis weit ins 20. Jahrhundert hinein ein durch die Landwirtschaft geprägtes Dorf. Auf dem Gemeindeboden wird bis heute Weinbau betrieben, und zwar werden vor allem die zur geschützten Herkunftsbezeichnung Cerdon benötigten Sorten Poulsard und Gamay angebaut. Neben den vier Winzern (Stand 2014) gibt es noch einige weitere Kleinstbetriebe, der Rest der erwerbstätigen Bevölkerung sind Wegpendler, die in den größeren Ortschaften der Umgebung ihrer Arbeit nachgehen.
Die kleine Departementsstraße D85a verbindet die Weiler der Gemeinde untereinander sowie mit den Nachbargemeinden Poncin und Cerdon. Die Autobahn A 40 verläuft entlang der nördlichen Gemeindegrenze, der nächste Anschluss befindet sich jedoch erst etwa 12 Kilometer entfernt in Saint-Martin-du-Frêne.